# Mont (Hautes-Pyrénées)
 (mars 2019).
Si vous disposez d'ouvrages ou d'articles de référence ou si vous connaissez des sites web de qualité traitant du thème abordé ici, merci de compléter l'article en donnant les références utiles à sa vérifiabilité et en les liant à la section « Notes et références ».
Pour les articles homonymes, voir Mont.
Mont est une commune française située dans le sud-est du département des Hautes-Pyrénées, en région Occitanie. Sur le plan historique et culturel, la commune est dans le Pays d'Aure, constitué de la vallée de la Neste (en aval de Sarrancolin), de la vallée d'Aure (en amont de Sarrancolin) et de la vallée du Louron.
Exposée à un climat de montagne, elle est drainée par divers petits cours d'eau. La commune possède un patrimoine naturel remarquable composé de sept zones naturelles d'intérêt écologique, faunistique et floristique.
Mont est une commune rurale qui compte 35 habitants en 2022, après avoir connu un pic de population de 217 habitants en 1836. Ses habitants sont appelés les Montais ou  Montaises.

## Géographie

### Localisation
La commune de Mont se trouve dans le département des Hautes-Pyrénées, en région Occitanie.
Elle se situe à 54 km à vol d'oiseau de Tarbes, préfecture du département, à 36 km de Bagnères-de-Bigorre, sous-préfecture, et à 33 km de Capvern, bureau centralisateur du canton de Neste, Aure et Louron dont dépend la commune depuis 2015 pour les élections départementales.
La commune fait en outre partie du bassin de vie d'Arreau.
Les communes les plus proches sont : 
Loudervielle (1,1 km), Estarvielle (1,1 km), Armenteule (1,2 km), Cazaux-Fréchet-Anéran-Camors (1,7 km), Adervielle-Pouchergues (2,0 km), Génos (2,3 km), Germ (2,6 km), Loudenvielle (2,7 km).
Sur le plan historique et culturel, Mont fait partie du pays de la vallée d'Aure ou pays d'Aure, constitué de la vallée de la Neste (en aval de Sarrancolin), de la vallée d'Aure (en amont de Sarrancolin) et de la vallée du Louron (confluente à Arreau).
Le territoire de la commune est limitrophe de ceux de cinq autres communes :
|             | Cazaux-Fréchet-Anéran-Camors | Jurvielle (Haute-Garonne)        |
| Estarvielle | Mont                         | Portet-de-Luchon (Haute-Garonne) |
|             | Loudervielle                 |                                  |

### Hydrographie

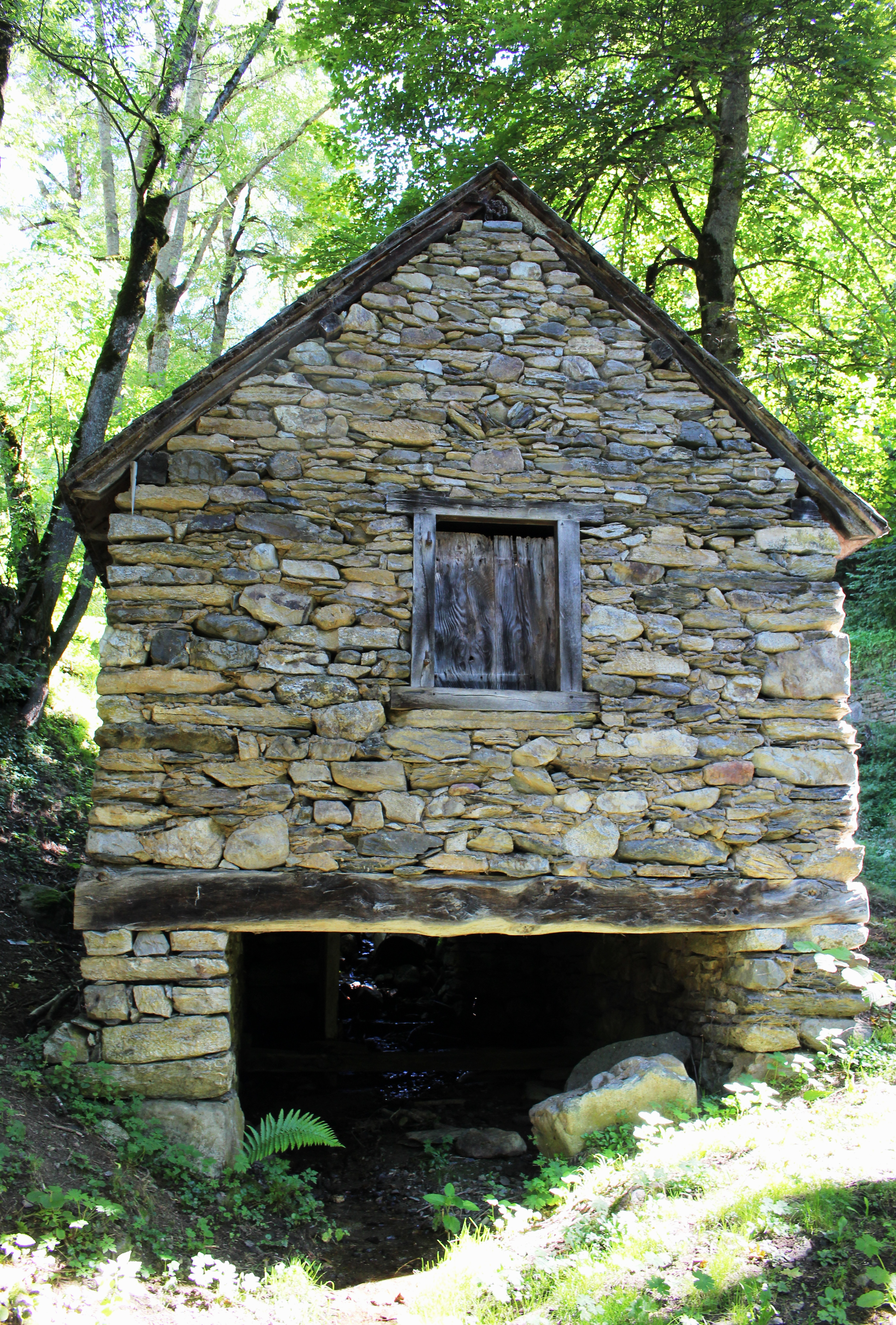
Le moulin.

Elle est drainée par Coume, le ruisseau de Coume Longue, le ruisseau de la Coste, le ruisseau de la Coumette de la Cau, le ruisseau de poudaque, le ruisseau de Tramont et par un petit cours d'eau, constituant un réseau hydrographique de 12 km de longueur totale,.

### Climat
Le climat qui caractérise la commune est qualifié, en 2010, de « climat de montagne », selon la typologie des climats de la France qui compte alors huit grands types de climats en métropole. En 2020, la commune ressort du même type de climat dans la classification établie par Météo-France, qui ne compte désormais, en première approche, que cinq grands types de climats en métropole. Pour ce type de climat, la température décroît rapidement en fonction de l'altitude. On observe une nébulosité minimale en hiver et maximale en été. Les vents et les précipitations varient notablement selon le lieu.
Les paramètres climatiques qui ont permis d’établir la typologie de 2010 comportent six variables pour les températures et huit pour les précipitations, dont les valeurs correspondent à la normale 1971-2000. Les sept principales variables caractérisant la commune sont présentées dans l'encadré ci-après.
| Paramètres climatiques communaux sur la période 1971-2000 - Moyenne annuelle de température : 7,3 °C - Nombre de jours avec une température inférieure à −5 °C : 10,4 j - Nombre de jours avec une température supérieure à 30 °C : 0,5 j - Amplitude thermique annuelle : 13,9 °C - Cumuls annuels de précipitation : 1 069 mm - Nombre de jours de précipitation en janvier : 9,6 j - Nombre de jours de précipitation en juillet : 8,6 j |

Avec le changement climatique, ces variables ont évolué. Une étude réalisée en 2014 par la Direction générale de l'Énergie et du Climat complétée par des études régionales prévoit en effet que la  température moyenne devrait croître et la pluviométrie moyenne baisser, avec toutefois de fortes variations régionales. Ces changements peuvent être constatés sur la station météorologique de Météo-France la plus proche, « Génos », sur la commune de Génos, mise en service en 1969 et qui se trouve à 2 km à vol d'oiseau,, où la température moyenne annuelle est de 7,8 °C et la hauteur de précipitations de 1 483,6 mm pour la période 1981-2010.
Sur la station météorologique historique la plus proche, « Tarbes-Lourdes-Pyrénées », sur la commune d'Ossun, mise en service en 1946 et à 55 km, la température moyenne annuelle évolue de 12,2 °C pour la période 1971-2000, à 12,6 °C pour 1981-2010, puis à 12,9 °C pour 1991-2020.

### Exposition
Le village est bâti entre 1 280  et   1 320 mètres d'altitude, sur le flanc sud du pic de Cassay, sur l'avancée horizontale d'une moraine. Cette position en balcon sud, l'abrite efficacement des vents froids et son altitude lui procure une durée d'ensoleillement exceptionnelle en vallée du Louron.

### Milieux naturels et biodiversité
L’inventaire des zones naturelles d'intérêt écologique, faunistique et floristique (ZNIEFF) a pour objectif de réaliser une couverture des zones les plus intéressantes sur le plan écologique, essentiellement dans la perspective d’améliorer la connaissance du patrimoine naturel national et de fournir aux différents décideurs un outil d’aide à la prise en compte de l’environnement dans l’aménagement du territoire.
Quatre ZNIEFF de type 1 sont recensées sur la commune :
- les « estives de Peyresourde à Pouyaué » (1 049 ha), couvrant 7 communes dont trois dans la Haute-Garonne et quatre dans les Hautes-Pyrénées[21] ;
- « la Neste du Louron et ses affluents » (145 ha), couvrant 15 communes du département[22] ;
- la « vallée d'Oueil et soulane du Larboust » (6 150 ha), couvrant 27 communes dont 21 dans la Haute-Garonne et six dans les Hautes-Pyrénées[23] ;
- les « vallons forestiers et milieux subalpins en rive droite du bas Louron » (6 635 ha), couvrant 17 communes dont deux dans la Haute-Garonne et 15 dans les Hautes-Pyrénées[24] ;

et trois ZNIEFF de type 2, : 
- les « Garonne amont, Pique et Neste » (1 788 ha), couvrant 112 communes dont 42 dans la Haute-Garonne et 70 dans les Hautes-Pyrénées[25] ;
- la « Haute montagne en Haute-Garonne » (33 294 ha), couvrant 49 communes dont 41 dans la Haute-Garonne et huit dans les Hautes-Pyrénées[26] ;
- la « vallée du Louron » (16 472 ha), couvrant 30 communes dont six dans la Haute-Garonne et 24 dans les Hautes-Pyrénées[27].

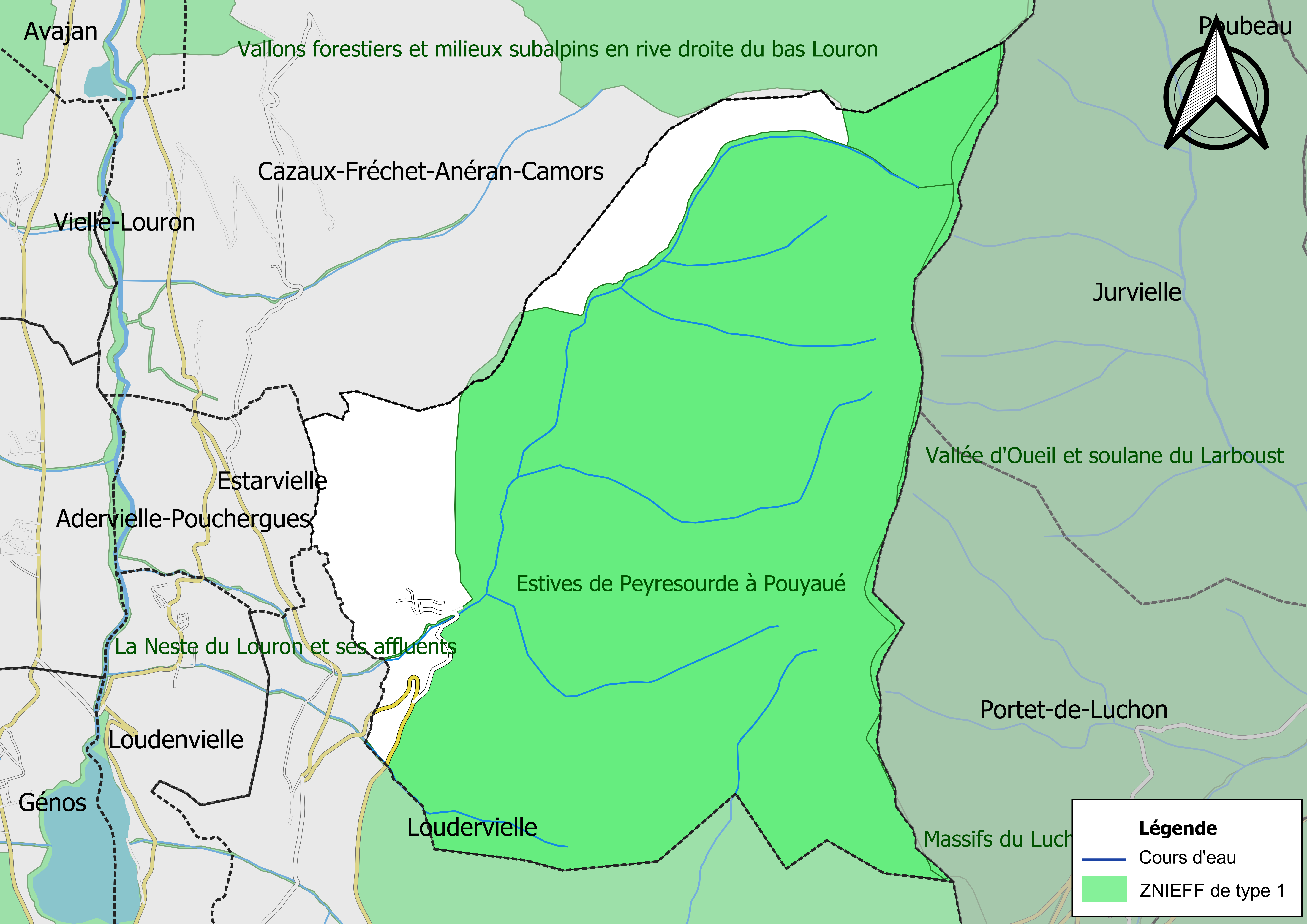
Carte des ZNIEFF de type 1 sur la commune.
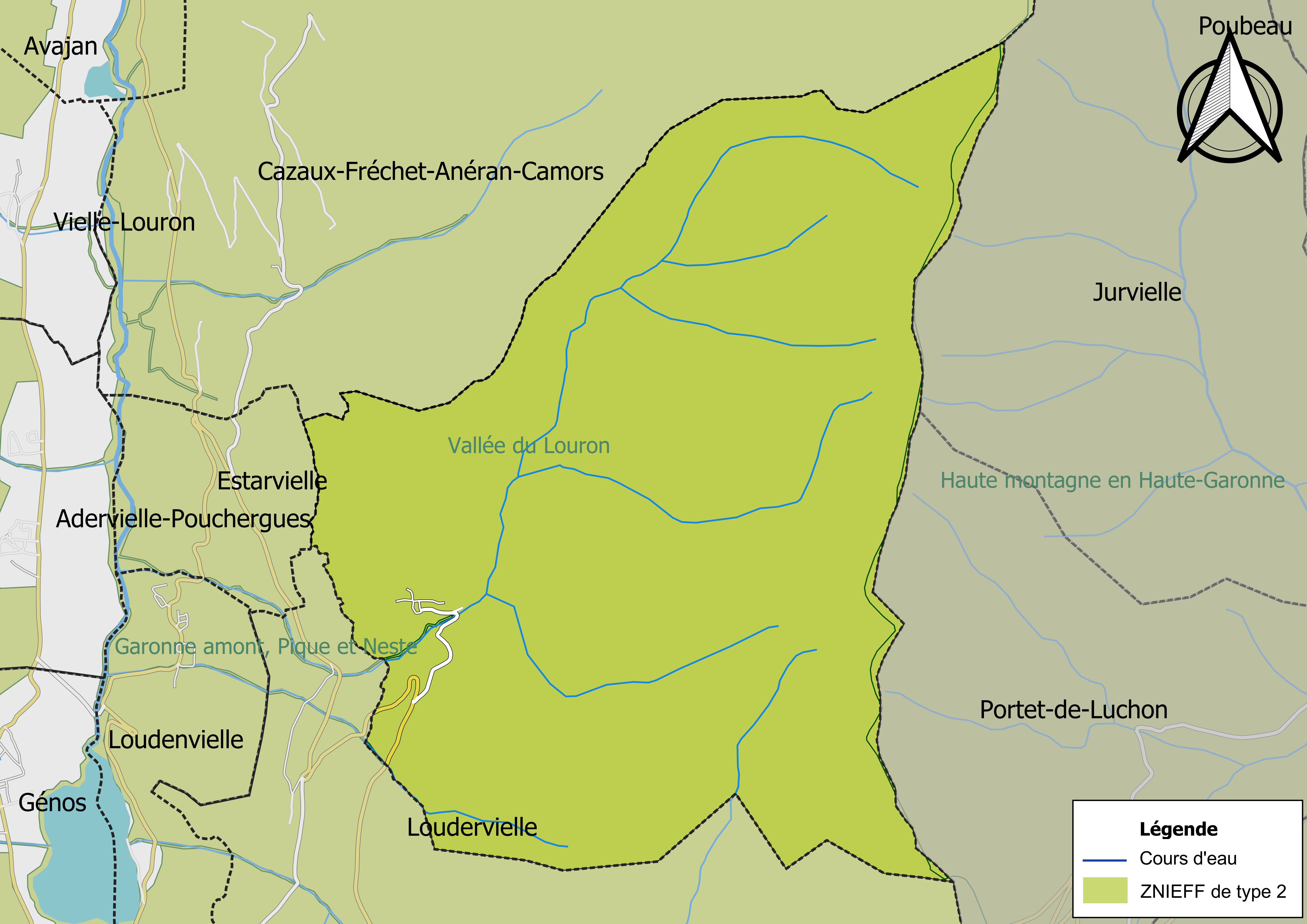
Carte des ZNIEFF de type 2 sur la commune.

## Urbanisme

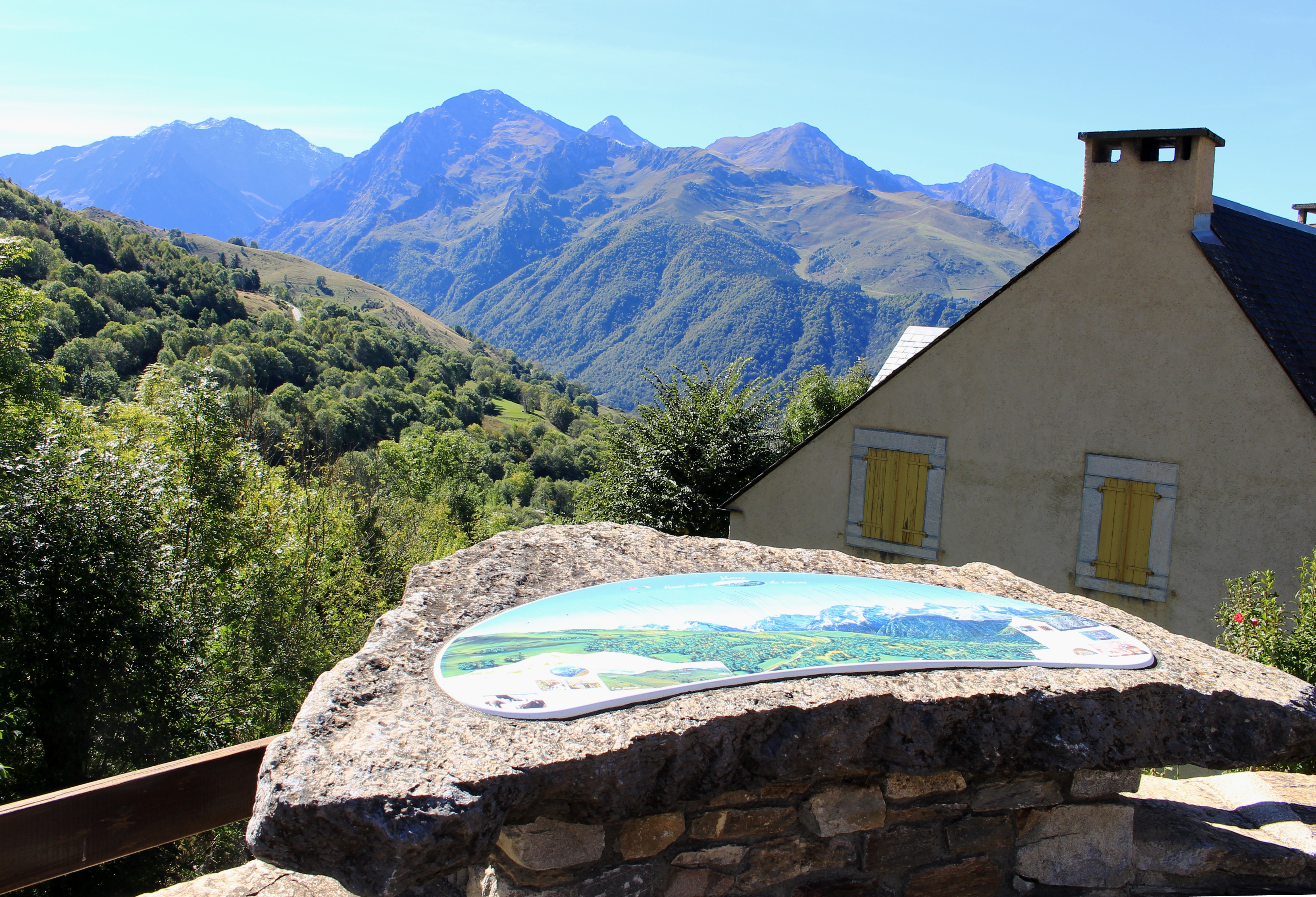
La table d'orientation en 2021.

### Typologie
Au 1er janvier 2024, Mont est catégorisée commune rurale à habitat très dispersé, selon la nouvelle grille communale de densité à sept niveaux définie par l'Insee en 2022.
Elle est située hors unité urbaine et hors attraction des villes,.

### Occupation des sols
L'occupation des sols de la commune, telle qu'elle ressort de la base de données européenne d’occupation biophysique des sols Corine Land Cover (CLC), est marquée par l'importance des forêts et milieux semi-naturels (85,2 % en 2018), une proportion identique à celle de 1990 (85,2 %). La répartition détaillée en 2018 est la suivante : 
milieux à végétation arbustive et/ou herbacée (79,5 %), zones agricoles hétérogènes (14,8 %), forêts (5,6 %).
L'IGN met par ailleurs à disposition un outil en ligne permettant de comparer l’évolution dans le temps de l’occupation des sols de la commune (ou de territoires à des échelles différentes). Plusieurs époques sont accessibles sous forme de cartes ou photos aériennes : la carte de Cassini (XVIIIe siècle), la carte d'état-major (1820-1866) et la période actuelle (1950 à aujourd'hui).

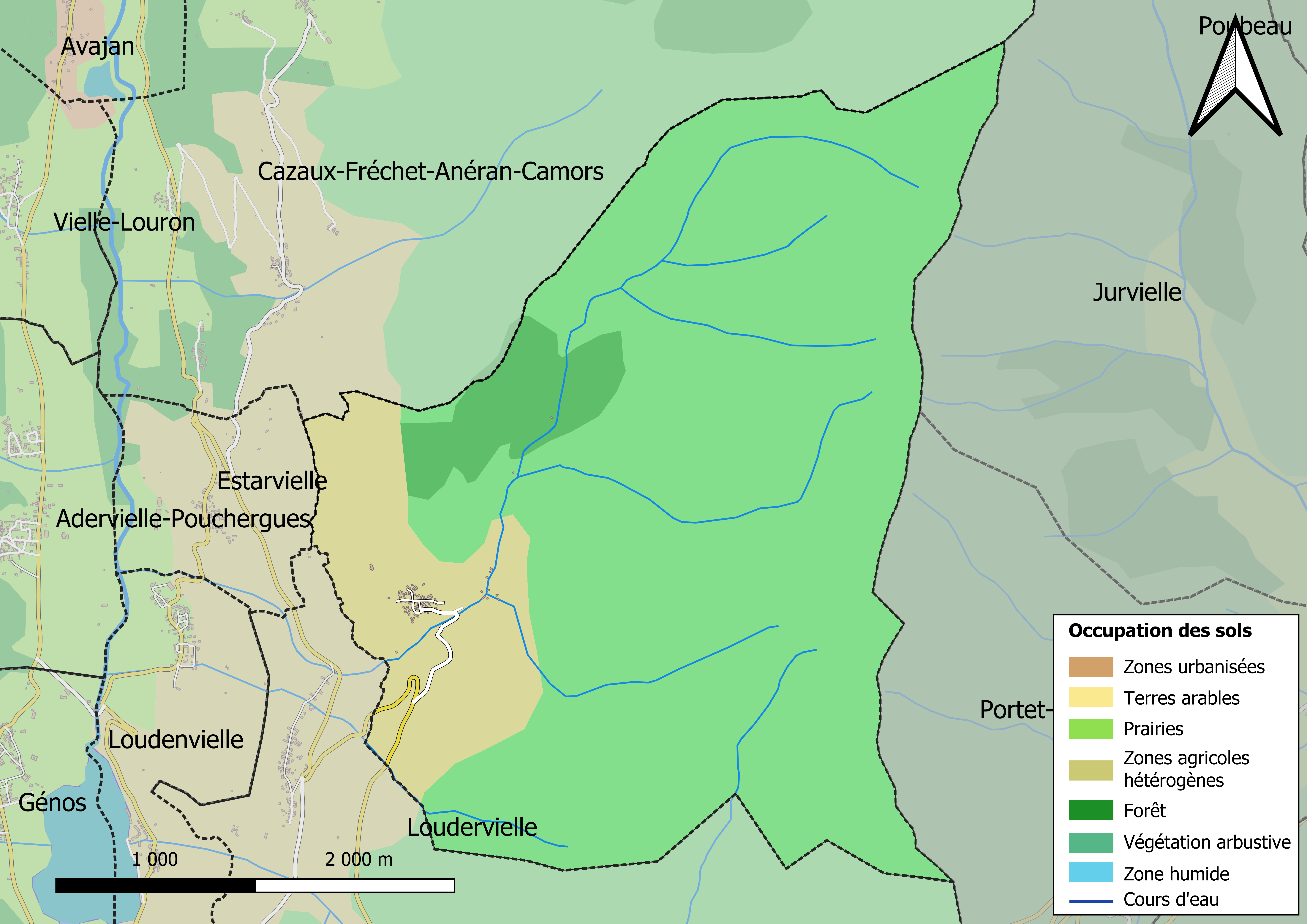
Carte des infrastructures et de l'occupation des sols en 2018 (CLC) de la commune.
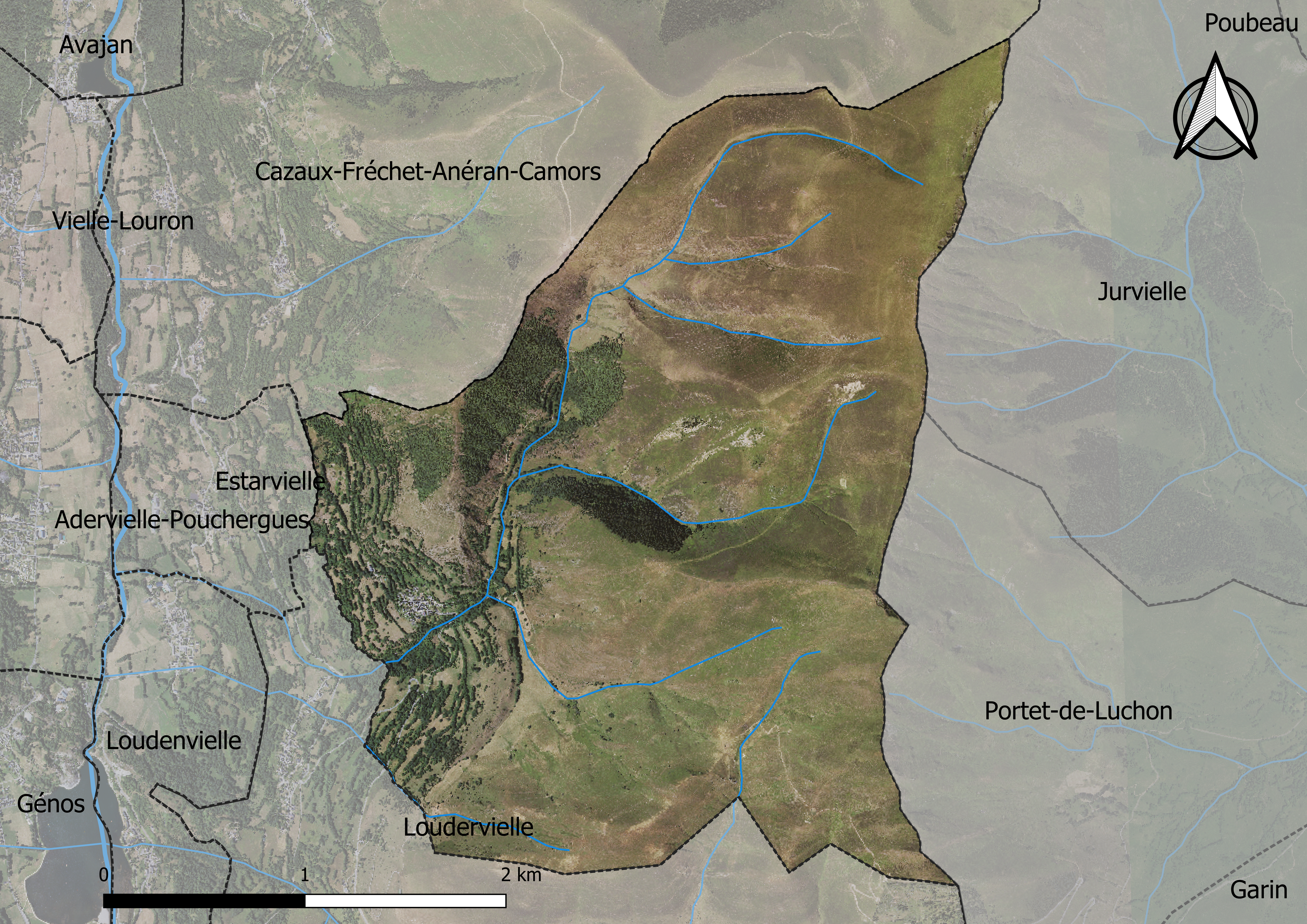
Carte orthophotogrammétrique de la commune.

### Morphologie rurale

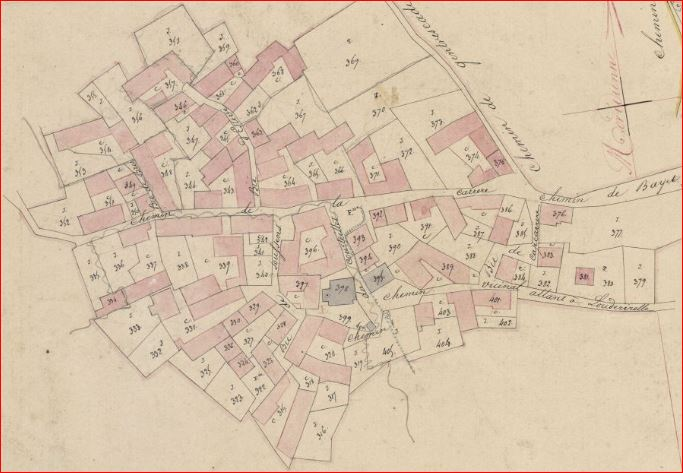
Plan cadastral de Mont en 1832.

L'habitat type est la « cour fermée ». Une analyse du plan cadastral de 1832 montre une organisation de bâtiments autour de la cour (plus précisément identifié sur les références cadastrales 396, 327, 374, 226, 357, 339.)
Cet aménagement original regroupe autour d'une cour centrale pavée, l'habitation à la façade orientée vers le sud et les nombreuses dépendances : on peut y découvrir les hangars abritant le bois de chauffage et autrefois les chars pour le transport du foin, les remises et leur galerie avec des greniers à outeaux pour le séchage des récoltes et les orifices du pigeonnier, la grange, parfois la bergerie, l'étable, la soue, le poulailler et toujours une fontaine et son abreuvoir. Elle est fermée par des murs et une porte monumentale avec couverture d'ardoise, appelée « emban ». Cette organisation architecturale permet de vivre à l'abri des regards. Elle rend possible une totale autarcie, nécessaire durant les périodes de fortes précipitations de neige. Contrairement à la ferme forteresse de la fin du moyen âge, elle ne semble pas avoir de rôle défensif si ce n'est contre les animaux sauvages (les renards, les loups, les chiens errants, les oiseaux de proie et vraisemblablement les ours). Elle délimite le cœur de la propriété, le sanctuaire de la famille. Elle prend le nom du maître, du bâtisseur et elle le conserve, même quand la famille s'est éteinte. Ainsi, on parle toujours de chez Bazerque ou de chez Carrère qui n'habitent plus au village.
La maison traditionnelle est bâtie avec une pierre calcaire ocre provenant des carrières du vallon de Coume Longue. Le mur sud de l'habitation est enduit d'un mélange de chaux et de sable grossier dans un souci de finition et de décoration. Les autres murs sont laissés en pierres apparentes. Le plan de la maison est très simple, on relève au centre l'entrée, pavée de grandes dalles jointives, à droite et à gauche, deux grandes pièces avec cheminée et en face de l'entrée, l'escalier conduisant à l'étage. Les fenêtres sont peu nombreuses, une par pièce, et relativement étroites. Le dernier niveau est occupé par le grenier éclairé par de toutes petites ouvertures appelées « outeaux ». La robuste charpente est recouverte d'ardoises brutes et claires, cloutées, provenant des carrières de Génos, à 3 kilomètres. Deux cheminées émergent des pignons est et ouest, à travers des pans de toit inclinés, en forme de trapèze, appelés croupes qui protègent les façades latérales des intempéries.
En contournant l'église par la droite, partant du pied d'une fontaine décorée d'une sculpture d'ours, le très ancien chemin pavé, appelé « Carrère dessus », monte à l'assaut du village dans la direction des granges de Bayet et des estives.

### Logement
En 2012, le nombre total de logements dans la commune est de 45.
Parmi ces logements, 38,2 % sont des résidences principales, 52,6 % des résidences secondaires et 9,2 % des logements vacants.

### Risques naturels et technologiques

#### Avalanche/enneigement
Aucun risque d'avalanche n'a été identifié même si l'enneigement est parfois abondant entre 1157 et 2064 mètres. Une plaque à vent se forme, chaque hiver, sur la crête de Coulantigue, rendant difficile son franchissement. Lors de chaque épisode neigeux, entre janvier et mars, il n'est pas rare d'observer au village une épaisseur de la couche de l'ordre de 50 centimètres. Les toits sont pentus pour favoriser l'évacuation de la neige, les efforts sur les charpentes sont importants.

#### Feux de forêt/incendie
Jusque dans un passé [Quoi ?] récent, la tradition de l'écobuage ravageait périodiquement les estives et menaçait la forêt. Du côté du bâti traditionnel, la forte proportion de bois favorise dramatiquement la propagation des feux de cheminée.

#### Glissements de terrain
Les terrains versants, pentus, instables en zone de moraines, sont particulièrement sensibles aux effets dévastateurs des fortes précipitations appelées autrefois lavasses. Les écrits des anciens et des stigmates toujours présents, témoignent d'importants glissements de terrain.
Inondationsle risque est faible. Le village, ses granges et le moulin sont bâtis bien à l'abri des crues des cours d'eau. Toutefois, les chemins sont ravinés, certains ponts sont parfois menacés lors de la fonte brutale des neiges ou lors des pluies torrentielles (crue du 26, 27, 28 octobre 1937). Un aménagement toujours visible au niveau de la Coume d'Angoust (près du parc de contention), contenait les trop grands volumes d'eau du ruisseau de la "Caumette de la Cau" ce qui épargnait le pont en contrebas.

#### Sécheresse
Sur le chemin de Bayet, un oratoire du XVIIe siècle, Notre Dame des Victoires, ainsi qu'une statuette étaient consacrés à la prière pour la pluie. Ils témoignent d'une sensibilité ancienne de l'agriculture et de l'élevage, à la sécheresse (dont le souvenir de l'année catastrophique de 1660 est parvenu jusqu'à nous). Des rigoles d'irrigation avaient été aménagés dont les traces subsistent encore autour du village, en particulier le long du ruisseau de Coume Longue. Dans les archives de la commune, on retrouve la convention du tour de l'eau. Et ces dernières années, on observe, au début de l'automne, que les estives prennent une teinte très ocre-jaune, signe apparent d'un manque d'eau.

#### Séisme
La commune est classée en zone de sismicité moyenne. Toutefois, on ne retrouve pas les traces habituelles des tremblements de terre du passé (pas de tirants ni de renforts métalliques, pas de fissures apparentes dans l'habitat, pas de chaos de pierre visible sur les pentes autour du village). La faille nord pyrénéenne passe plus au nord, sur une ligne Saint Beat - Bagnères de Bigorre, une étude a mis en évidence, un grumeau, une résistance particulière de l'écorce terrestre entre Arreau et Luchon.

#### Tempêtes
Les vents les plus violents viennent du sud. Lors de la tempête Xynthia en 2010, une rafale de 140 km/h a été enregistrée, tout près de là, à Peyragudes, bien inférieure cependant à celle enregistrée au Pic du Midi de Bigorre à 238 km/h.
Volcanismel'ancien volcan du Pic du Midi d'Ossau se trouve à une centaine de kilomètres à l'ouest, les sources d'eaux chaudes de Bagnères de Luchon et de Cadeac sont relativement proches, à moins de 15 kilomètres. Et, à moins de 4 kilomètres du village, la source de Saousas, alimente le centre Balnea de Loudenvielle d'une eau entre 30 et 33 degrés, à partir de deux captages effectués à 170 et 600 mètres de profondeur.

#### Risque technologique
Le risque technologique est faible, cependant, la centrale nucléaire de Golfech se trouve à 147 km, au nord ouest, sous le vent dominant.

### Voies de communication et transports
Cette commune est desservie, au 14e kilomètre du col de Peyresourde partant d'Arreau, par l'embranchement D130 sur la route départementale route départementale D 618 (qui est l'ancienne route nationale 618, encore appelée « la route thermale des Pyrénées »). D'une longueur de 600 mètres, la route départementale 130 porte aujourd'hui le nom de « chemin du Peyresourde ». C'est l'unique voie d'accès au village. Au XIXe siècle cet embranchement était identifié comme « le chemin de Mont à Loudervielle » ou « le chemin des Moules » (le chemin des moulins).

## Toponymie

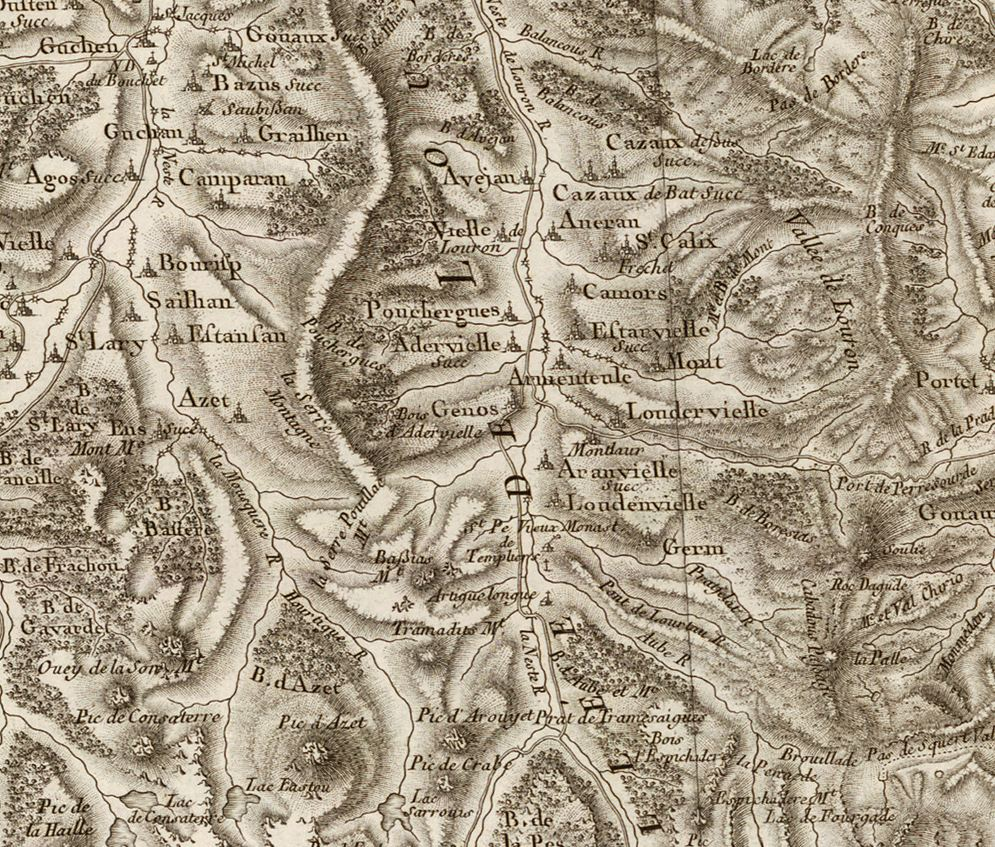
Extrait de la carte de Cassini (entre 1756 et 1789).

Le Dictionnaire toponymique des communes des Hautes-Pyrénées de Michel Grosclaude et Jean-François Le Nail rapporte les dénominations historiques du village :
- Mont en Loron, (milieu XIIIe siècle, actes Bonnefont) ;
- De Monte, latin (1387, pouillé du Comminges).

Le nom provient du gascon mont, du latin mons.

### Toponymie locale
Le village a conservé les noms anciens du début du XIXe siècle, alors usités dans le plan cadastral de 1832. Bosc Grand est le grand bois de feuillus au nord du village, à sa droite Coume longue est le long vallon qui garde à sa gauche des prairies d'Erabat puis de Sidère. Il jouxte toujours à sa gauche les rochers du Marquirau et remonte en direction de la crête de Peyrehicade en mettant à sa droite les prairies d'Auroude autrefois irriguées. Le chemin de Coume Longue permet de rejoindre Ballancous en passant par la borne de Coulantigues (la limite avec Cazeaux-Fréchet). Céoube et son chemin se trouve au nord Est du village, on l'identifie par son ruisseau et son embranchement à droite au tiers du chemin Coume Longue puis plus haut, à sa grande sapinière. Au delà, dans la même direction, on trouve le cap de Hount Nere (la fontaine noire) qui permet de rejoindre Portet de Luchon. Serre est la moraine à l'est, bien visible du village. Derrière on trouve le Cap de Mattas (appelé aussi Turoun), puis Culeyes, Lampet et Matas et au delà, le pic Arrouy (le pic rouge, prononcer arrouille). Au sud, en limite de commune, se trouve la Coume d'Angoust, la Coumette de Caou avec son ruisseau frontière de Loudervieille. Autour du village, se trouve Camp Arrou, entre le parking et Bayet, puis Debat (au-dessous) du village. Sous le chemin de Cazeaux-Frechet, au sud ouest du village, on trouve les lieux-dits Monsetirou, puis Travessères  et Escalère.  Au-dessus du chemin de Cazeaux-Frechet, on passe par Gentrescades, Bernet et Brédia. Au-dessus du chemin de Gentrescades, on parvient aux tènements de Plagnet, Caum et Pé du Bosc.[réf. nécessaire]
À Bayet, à la traversée du ruisseau :
- le chemin des Marrets monte directement vers les estives, s'incline vers Ceoube et longe à gauche Trembernex puis Sarrat, Mayou et Careplaz, et, à droite Traouèsserie, Escot et Serre de Coume, Pouyabé et Courtalet de la Nobie ;
- à droite, derrière la grande Bergerie, le chemin de la Coume d'Angoust arrive sur la moraine au chemin de Serres ;
- soit on laisse à droite le chemin de la Coume d'Angoust et à gauche le chemin des Marrets, on emprunte alors le chemin de Hailla qui mène à  droite à Conques puis à Pla et à gauche à  Esboudigues[34].

## Histoire

### Préhistoire
En 1873, Chaplain-Duparc découvrit dans le Haout-Arrouy, montagne séparant la vallée d'Oô de celle de Larboust et du Louron, plusieurs objets de l'âge du bronze : un poignard, des chaînettes, une vingtaine de vases dans des cellas, au centre de cromlechs.
Une hache préhistorique en cuivre de forme triangulaire (94 mm x 48 mm) a été découverte près du port de Peyresourde, sur le territoire de Portet de Luchon frontalier de la commune de Mont.
Le cap de Peyrehicade tout au nord de la commune présente une belle pierre dressée.

### Antiquité
À proximité du village, en fond de vallée du Louron, on a retrouvé quelques traces de l'occupation romaine. Ainsi une stèle gallo-romaine est insérée dans les murs de l'église d'Aneran, une autre à Armenteule. On peut voir une auge cinéraire à Génos et deux autels votifs à Loudenvielle.

### Moyen Âge

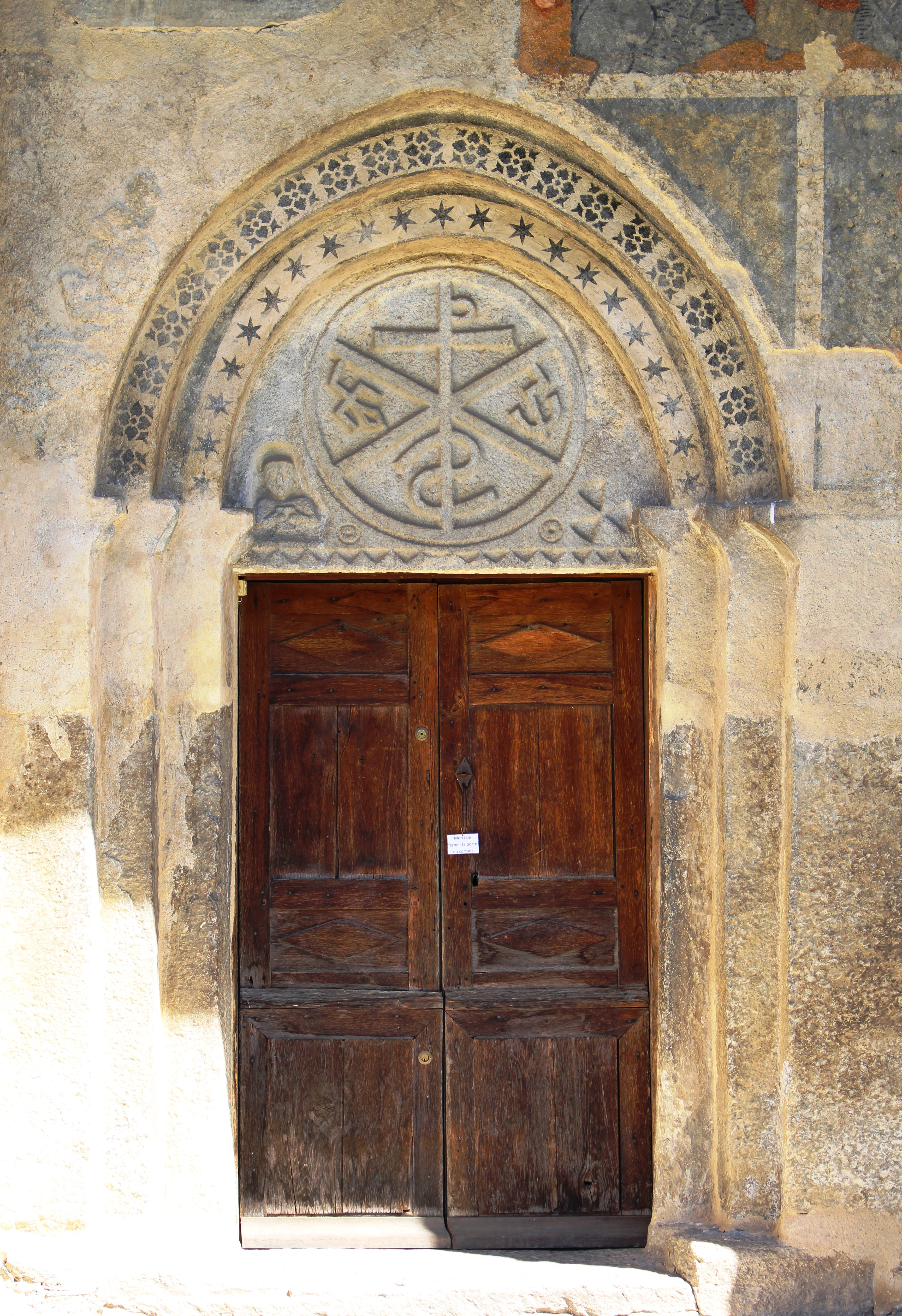
Porche de l'église

L'église romane a été édifiée au XIIe siècle.

Sur le tympan, ainsi que toujours sur la façade sud, à hauteur des pieds du diable fourchu, on peut observer deux chrismes datant de la période de construction de l'église. À l'origine, le chrisme était constitué des deux premières lettres grecques du mot Christ (le X et le P=Rhô grec). Constantin, le premier empereur chrétien avait adopté ce sigle, un X et P superposé, car juste avant la bataille du pont Milvius contre Maxence, il avait vu en songe que « Par ce signe (le X et le P superposés), tu vaincras ». Au Ve siècle, à ce monogramme, ont été rajoutés l'Alpha α et l’Oméga ω (les lettres du début et de la fin de l'alphabet grec et aussi de toute chose). Ainsi, à l'église de Mont, on retrouve le X et P grec ainsi que de manière très stylisée, à gauche l'alpha et à droite l'oméga. À la suite de la latinisation du Chrisme, on remarque dans la partie haute, le ρ grec, redessiné en p, plus petit, latin, pour l'initiale de Pater, la croix ajoutée en partie haute, instrument de la passion, symbolisant le Christ, et la lettre S aussi ajoutée (ici dans la partie basse et à l'envers) symbolisant le Saint Esprit. Sur le chrisme du tympan, ont été accostés à gauche un personnage en buste portant un livre et à droite trois triangles rassemblés en cercle par leur pointe formant une roue solaire. Une frise de dents d'engrenage agrémente la base du tympan.
Un bénitier du Moyen Âge, à droite de l'entrée, accueille le visiteur. Il s'agit d'un monolithe de granite, en demi-relief, en ornementation de boules, taillé dans la masse.
La transition entre les styles roman et gothique est illustrée par la statue-colonne de Mont. Cette statue du XIIIe siècle de 1,30 m de hauteur, sculptée en ronde-bosse, représente un personnage vêtu d'une tunique et d'un manteau, les pieds posés sur un animal qu'il terrasse avec une lance aujourd'hui disparue. Il s'agit probablement d'un Christ triomphant des forces du Mal. On notera la qualité[non neutre] du visage du Christ avec son modelé très travaillé, son expression énergique et sa coiffure soigneusement partagée retombant en mèches symétriques.
À l'intérieur de l'église, dans la chapelle latérale de Saint-Jean, on observe une Vierge à l'enfant d'un modèle similaire à la plupart des Vierges d'Aure et du Louron: une Vierge assise tenant l'Enfant sur son genou gauche, bras droit levé avec une pomme dans la main et le corps enveloppé d'un grand manteau replié sur les genoux. Le visage plein, le menton arrondi, une petite bouche, des cheveux rangés en mèches ondulantes sous le voile et une position de l'Enfant légèrement désaxée permettent une datation de la fin du XIVe siècle.
Une statue, vraisemblablement du XIVe siècle, en mauvais état, en bois polychrome est identifiée comme « le Christ sacerdotal de Mont». Elle était située dans la nef près de l'entrée. Elle représente le Christ assis, avec un calice fermé par une chape.
Les archives départementales des Hautes-Pyrénées possèdent un parchemin de 1482 (dimension) 41 x 21 cm, le Testament de Pierre Raymond de Lerm habitant du lieu de Mont.
L'instituteur Pene, dans sa monographie de 1887, indique en page 9 que la chapelle Sainte-Catherine serait la chapelle d'un ancien château dont la grosse tour moyenâgeuse aurait été transformée en le clocher actuel.

### Temps modernes
L'église Saint-Barthélemy présente une surface peinte impressionnante sur les murs tant extérieurs qu'intérieurs, ainsi que dans le petit oratoire Sainte-Catherine, du cimetière. Les peintures de la nef, réalisées en 1564, sont dues à Melchior Rodigis, peintre de Saint-Bertrand-de-Comminges. L'église a été surnommée « la chapelle Sixtine des Pyrénées » en raison de l'étendue des fresques qui recouvrent intégralement les murs et les voutes et de sa période de réalisation qui est contemporaine du Jugement dernier de Michel-Ange (de 24 ans postérieure).
Sur la première travée de la voute, l'artiste a associé l'Ancien et le Nouveau testament en représentant le prophète Isaïe face à saint Paul, identifiés par des phylactères ou le peintre a mêlé la langue d'oc au latin. Ce tableau central se rapportant aux souffrances du Christ rédempteur est entouré des scènes de la passion relatant la comparution devant Pilate et la Montée au calvaire ou un héraut sonne du corps pour annoncer le Christ. Les costumes des personnages sont pittoresques, certains étant vêtus à l'orientale.
Sur la seconde travée, les évangélistes, accompagnés de leur symbole, entourent le tableau central où est figuré le Christ bénissant. Les animaux du Tétramorphe sont représentés tenant un encrier dans leur gueule.
Sur la travée du Cœur récemment mise au jour, on découvre une mise en croix, l'assomption, un arbre de Jessé.
Sur les murs on aperçoit plusieurs petites scènes comme celle du prophète Élie réconfortés par l'ange. Les bordures des scènes composées de plusieurs bandes de motifs variés sont d'influence italienne. On y découvre la signature du peintre "Rodigis de Saint-Bertrand" grâce au cartouche RODI GIS*DSA NT*BER TAN ainsi que "la peinture a été faite par Merchior" avec LA*FEITA MEL'CHIOR.
Un grand Christ en croix a été monté en élément central d'un calvaire, dans le retable du XVIIe siècle. En bois polychrome, du XVe siècle, très longiligne, il porte un périzonium peint à rayures. On mesure bien le contraste de style entre l'embonpoint, la richesse des vêtements, l'incompréhension et l'attitude démonstrative, toute baroque, des personnages du retable et la maigreur, le dénuement, l'immobilité et la sérénité du Christ représenté dans l'agonie, à la fin du Moyen Âge.
La Prédication de saint Jean Baptiste, le baptême du Christ et les épisodes de son martyre décorent des deux travées de la chapelle latérale, appelée chapelle de la Vierge ou aussi chapelle des Gays. Les personnages sont vêtus à la mode Henry II.
À l'extérieur, au-dessus de l'entrée, se trouvent une crucifixion et un jugement dernier. Sur le haut du mur, le Christ-juge assiste à la résurrection des âmes qui après avoir été pesées par saint Michel, séjournent dans le purgatoire enflammé. Saint Pierre avec sa gigantesque clé symbolise le paradis, tandis que l'enfer est évoqué par la gueule du Léviathan et des monstres ailés difformes.
L'oratoire Sainte-Catherine présente au-dessus de l'autel, Dieu le père associé aux apôtres Pierre et Paul. Sur les murs, en quatre tableaux, se déroule la légende de sainte Catherine d'Alexandrie revêtue à la mode Henry II d'une robe avec des manches à bourrelets et une guimpe, pièce de toile blanche encadrant le visage et terminée par une petite fraise autour du cou.
Les guerres de Religion n'ont pas atteint la vallée du Louron : l'église et les oratoires de Mont ont été préservés des destructions liées aux conflits protestants-catholiques de la seconde moitié du XVIe siècle.

### Révolution française et Empire
Dans cette zone de montagne, des accords avec la noblesse et le clergé avaient été obtenus bien avant la période révolutionnaire. Ainsi, l'instituteur Pene, dans sa monographie de 1887, indique en page 8, que l'émancipation communale a eu lieu en 1307 puis en 1317, grâce à des actes authentiques rédigés par le notaire Couy, représentant de Bernard, comte de Labarthe, par lesquels il est concédé aux habitants de Mont une grande étendue de terres, des bois et le droit de dépaissance.
Ainsi la Révolution française n'a pas fondamentalement modifié les usages au village. Et son patrimoine n'a pas eu à souffrir des destructions liées à cette période.

### Époque contemporaine

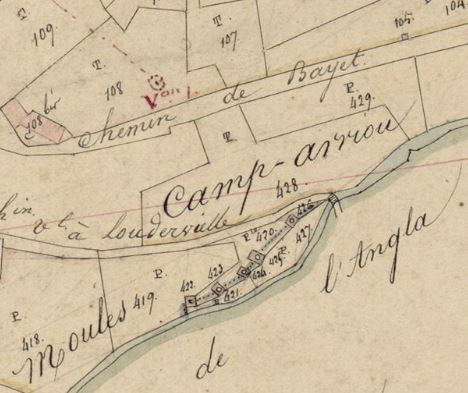
Les moulins en 1832

La carte de Cassini indique que cinq moulins à aubes étaient bâtis sur le ruisseau de Poudaque à proximité du village. On les retrouve sur le plan cadastral de 1832.
Des cinq, il n'en reste plus qu'un, celui en amont, cependant en très bon état de conservation. Le chenal, les meules ainsi que les entonnoirs de bois et le mécanisme peuvent être observés, seules les aubes et l'axe vertical sont manquants. Il fonctionnait encore lors de la Seconde Guerre mondiale.
Sur les terrains primaires, à l'est du village, de part et d'autre du cap de Matas (aussi appelé à Mont "Le Turoun"), des poches de manganèse ont été exploitées au XIXe siècle. La galerie la plus remarquable se trouve une vingtaine de mètres au-dessus du refuge de berger de Culeyés.
En 1887, l'instituteur Pène rédige une monographie communale de Mont. Il fait référence à la carrière de pierre de Coume Longue en exploitation "dont les bancs superposés donnent une pierre de taille de premier ordre".
Reprenant les anciens chemins reliant le village aux communes limitrophes de Germ, Cazeau-Frechet, Loudervieille, Saint-Calixte ainsi que pour le tour nord des estives, un réseau de sentiers pédestres a été tracé, avec de petits panneaux indicateurs imprimés en noir sur fond jaune.

### Cadastre napoléonien de Mont
Le plan cadastral napoléonien de Mont est consultable sur le site des archives départementales des Hautes-Pyrénées.

## Politique et administration

### Administration municipale
Le nombre d'habitants au dernier recensement étant inférieur à 100, le nombre de membres du conseil municipal est de 7.

### Tendances politiques et résultats
Aux élections législatives de 2022, le nombre d'inscrits était de 55 : 13 ne se sont pas exprimés (23,64 % d'abstention), 27 ont voté pour la candidate « NUPES » (72,97 %) et 10 pour le candidat « Ensemble » (27,03 %).

### Liste des maires

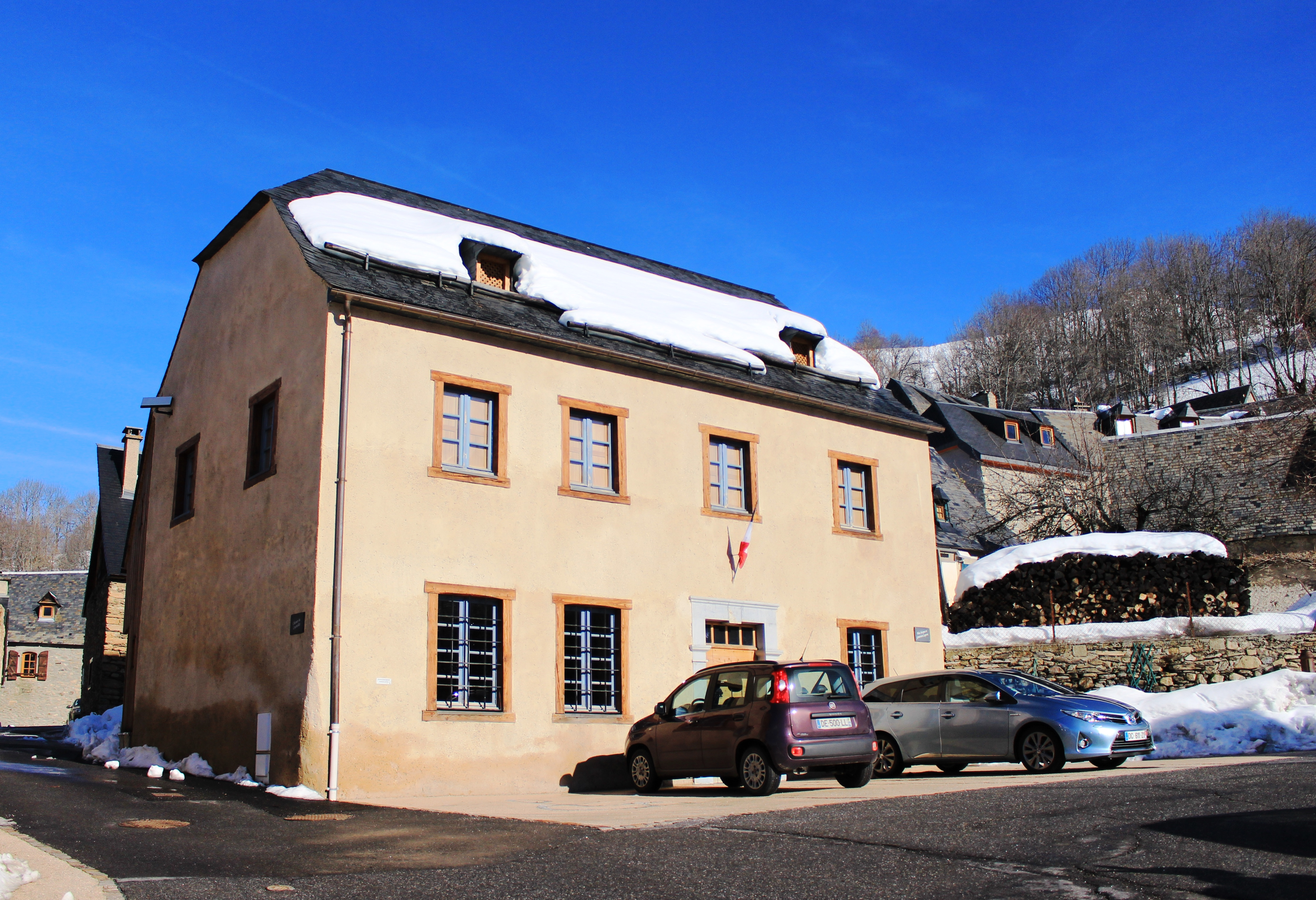
La mairie en 2019.

| Période                                  | Période   | Identité            | Étiquette | Qualité                                                  |
| ---------------------------------------- | --------- | ------------------- | --------- | -------------------------------------------------------- |
| Les données manquantes sont à compléter. |           |                     |           |                                                          |
|                                          |           |                     |           |                                                          |
| 1971                                     | mars 1989 | Bertrand Cazassus   |           |                                                          |
| mars 1989                                | mars 1995 | ..                  |           |                                                          |
| mars 1995                                | mars 2001 | Claude Arne         |           |                                                          |
| mars 2001                                | mars 2020 | Dominique Toucouere | DVG       | Administrateur de la SA d'économie mixte locale Promodev |
| mars 2020                                | En cours  | Emmanuel Climent    |           |                                                          |

### Rattachements administratifs et électoraux

#### Historique administratif
Sénéchaussée d'Auch, élection de Rivière-Verdun ou de Comminges, vallée du Louron, canton de Bordères-Louron (1790-2014),.

#### Intercommunalité
Mont appartient à la communauté de communes Aure Louron créée au 1er janvier 2017 et qui réunit 46 communes.

## Population et société

### Démographie
| 1793 | 1806 | 1821 | 1831 | 1836 | 1841 | 1846 | 1851 | 1856 |
| ---- | ---- | ---- | ---- | ---- | ---- | ---- | ---- | ---- |
| 144  | 152  | 155  | 129  | 217  | 169  | 196  | 175  | 176  |

| 1861 | 1866 | 1872 | 1876 | 1881 | 1886 | 1891 | 1896 | 1901 |
| ---- | ---- | ---- | ---- | ---- | ---- | ---- | ---- | ---- |
| 180  | 165  | 187  | 165  | 170  | 176  | 180  | 137  | 121  |

| 1906 | 1911 | 1921 | 1926 | 1931 | 1936 | 1946 | 1954 | 1962 |
| ---- | ---- | ---- | ---- | ---- | ---- | ---- | ---- | ---- |
| 110  | 100  | 86   | 76   | 61   | 62   | 67   | 52   | 34   |

| 1968 | 1975 | 1982 | 1990 | 1999 | 2006 | 2008 | 2013 | 2018 |
| ---- | ---- | ---- | ---- | ---- | ---- | ---- | ---- | ---- |
| 30   | 18   | 11   | 21   | 36   | 34   | 33   | 45   | 38   |

| 2022 | - | - | - | - | - | - | - | - |
| ---- | - | - | - | - | - | - | - | - |
| 35   | - | - | - | - | - | - | - | - |

### Enseignement
Aucune école n'est située sur le territoire de la commune.

### Manifestations culturelles et festivités
Le saint patron du village est saint Barthélémy, l'apôtre. La fête du village a lieu, par tradition, le samedi précédant le jour où l'on fête saint Barthélémy, le 24 août.

### Médias
L'actualité de la commune est publiée dans les journaux de la presse quotidienne régionale : La Nouvelle République des Pyrénées et La Dépêche du Midi.

### Cultes
Le territoire de la commune dépend de l'ensemble paroissial d'Arreau au sein du diocèse de Tarbes et Lourdes. La commune dispose d'une église paroissiale, l'église Saint-Barthélémy, mais le culte catholique n'y est plus célébré en 2019.

## Économie

### Emploi
|                | 2008  | 2013  | 2018  |
| -------------- | ----- | ----- | ----- |
| Commune        | 0 %   | 8,8 % | 4,8 % |
| Département    | 7,7 % | 9,4 % | 9,8 % |
| France entière | 8,3 % | 10 %  | 10 %  |

En 2018, la population âgée de 15 à 64 ans s'élève à 21 personnes, parmi lesquelles on compte 71,4 % d'actifs (66,7 % ayant un emploi et 4,8 % de chômeurs) et 28,6 % d'inactifs,. Depuis 2008, le taux de chômage communal (au sens du recensement) des 15-64 ans est inférieur à celui de la France et du département.
La commune est hors attraction des villes,. Elle compte 4 emplois en 2018, contre 3 en 2013 et 8 en 2008. Le nombre d'actifs ayant un emploi résidant dans la commune est de 14, soit un indicateur de concentration d'emploi de 28,6 % et un taux d'activité parmi les 15 ans ou plus de 45,5 %.
Sur ces 14 actifs de 15 ans ou plus ayant un emploi, 4 travaillent dans la commune, soit 29 % des habitants. Pour se rendre au travail, 78,6 % des habitants utilisent un véhicule personnel ou de fonction à quatre roues et 21,4 % s'y rendent en deux-roues, à vélo ou à pied.

### Activités
La fromagerie Le diable de Mont située à l'ouest du village, élabore, affine et propose à la vente plusieurs types de fromages à base de lait de brebis et de lait de vache. Yves Giry, le fromager, a obtenu en 2016, la médaille d'or du vache fermier de Castillon-en-Couserans.
Des randonnées à cheval sont proposées tout autour du village ainsi que dans la vallée du Louron.

## Culture locale et patrimoine

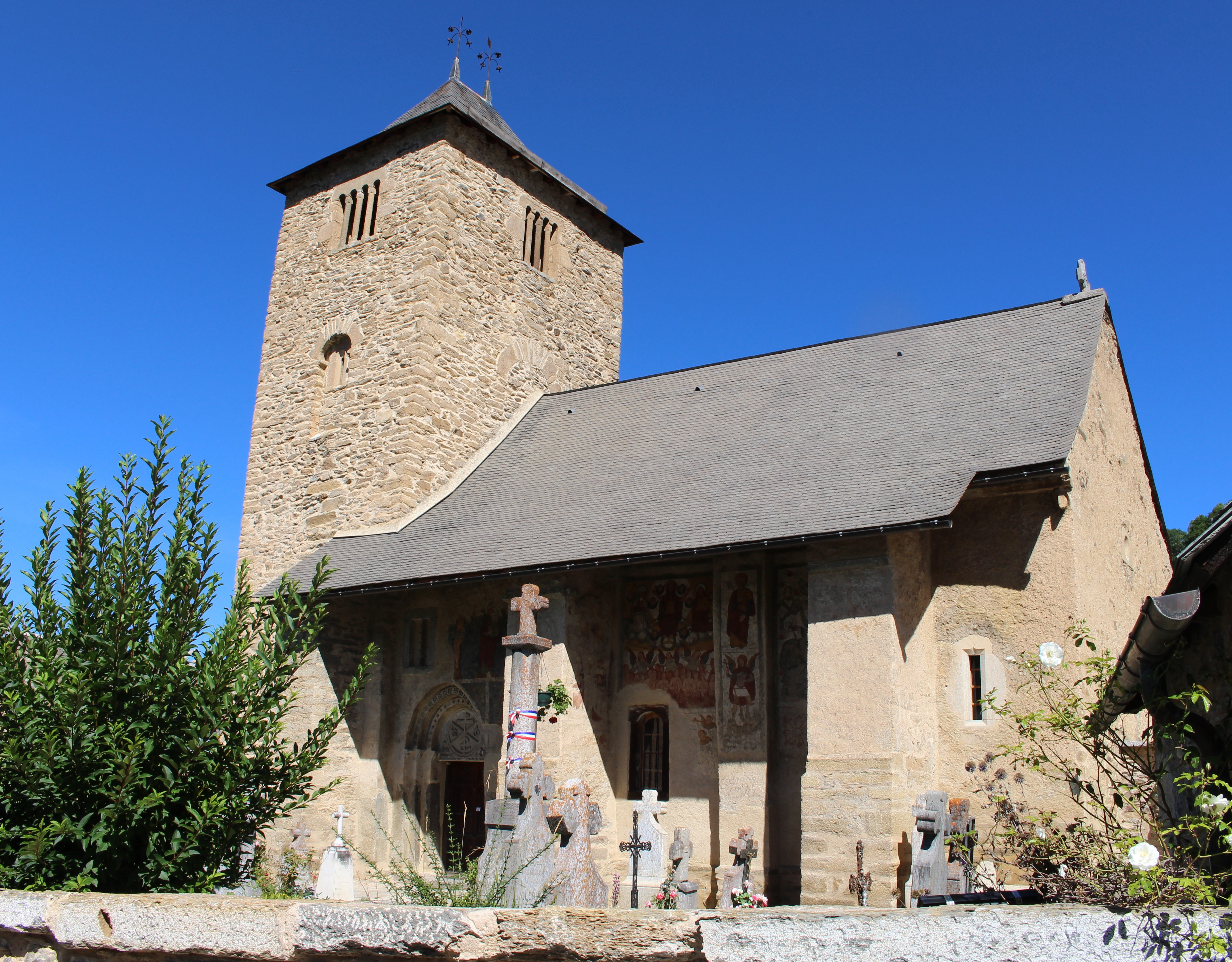
L'église Saint-Barthélemy en 2014.

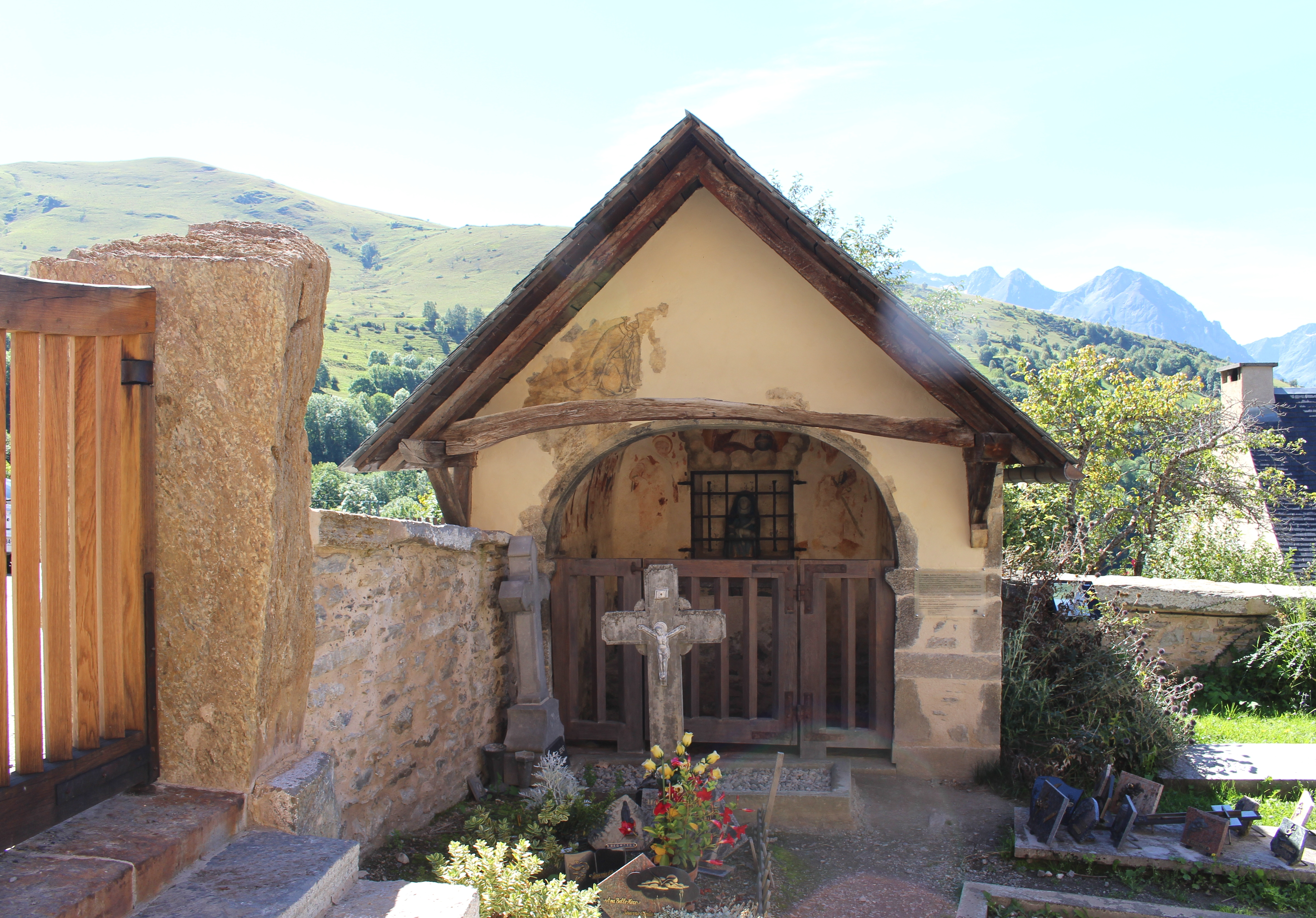
L'oratoire Sainte-Catherine.

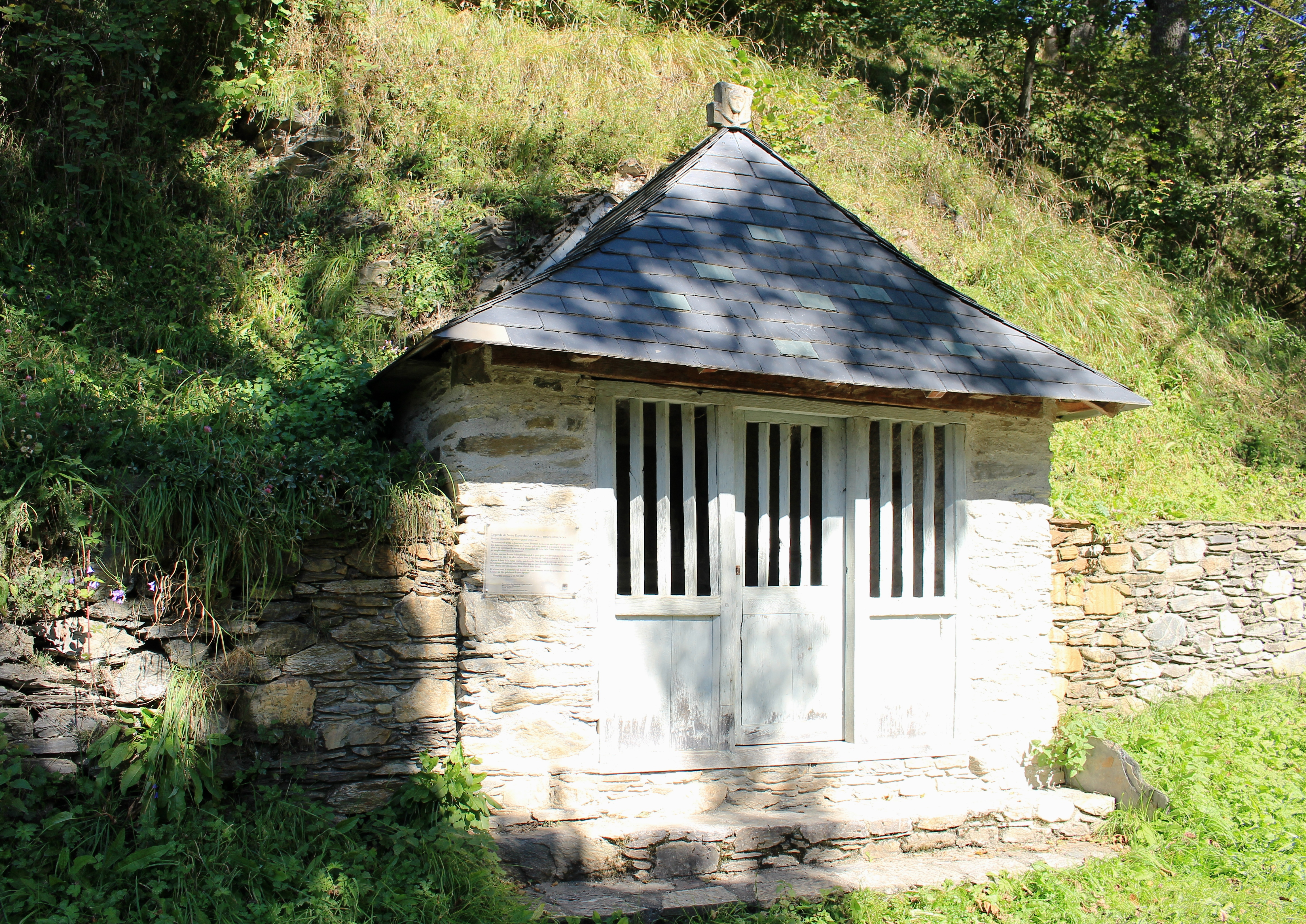
La chapelle Notre-Dame de Bayet en 2021.

### Lieux et monuments
La commune compte un monument répertorié à l'inventaire des monuments historiques et 7 lieux et monuments répertoriés à l'inventaire général du patrimoine culturel. Par ailleurs, elle compte 20 objets répertoriés à l'inventaire des monuments historiques et 28 objets répertoriés à l'inventaire général du patrimoine culturel.
La chapelle Notre-Dame de Bayet.

#### Monument historique
L'église Saint-Barthélémy et ses annexes (tour-clocher et chapelle Sainte-Catherine) sont classées à l'inventaire des monuments historiques.
C'est dans cette église que se trouvent tous les objets de la commune, inscrits ou classés à l'inventaire des monuments historiques.

#### Autres monuments
La commune comprend également l'oratoire Notre-Dame-des-Victoires (sur le chemin de Bayet), la place du village avec table d'orientation.
- Moulin à l'entrée du village.

### Personnalités liées à la commune
Entre 1942 et 1945, les deux Montois Jacques et Geneviève Laporte ont permis l'évasion d'officiers supérieurs vers l'Angleterre grâce à l'organisation La filière du rail.
En reconnaissance de leur bienfaisance pour la commune, le conseil municipal leur a rendu hommage en donnant le nom de « place Jacques-et-Geneviève-Laporte » à la voie où se situe la mairie.

### Héraldique

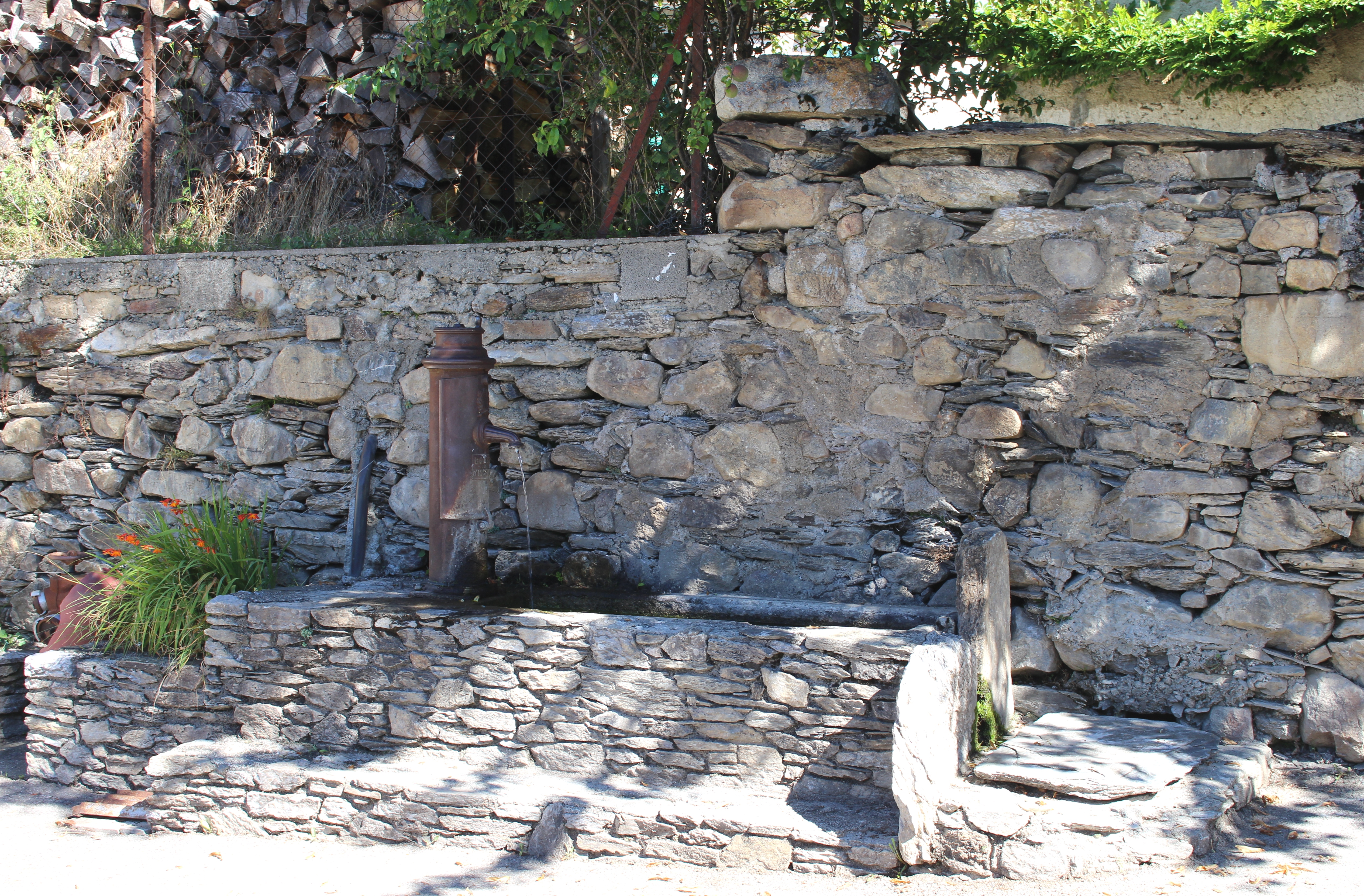
Une fontaine à Mont

| Blason | Blasonnement : D'argent aux trois fasces ondées d'azur |

Ce blason représente les trois principaux ruisseaux irriguant la commune, aux cours parallèles d'est en ouest: le ruisseau de la Coste se jetant dans Coume Longue, le ruisseau du Puyaubée et de Quasquec se jetant aussi dans Coume longue et le ruisseau de la Coumette de la Cau plus au sud. Plus symboliquement, le blason rappelle l'omniprésence de l'eau au village car dans le secret des cours fermées ou bien visibles le long des rues et sur les places, on peut découvrir nombre de sources, de fontaines et d'abreuvoirs, un moment délaissés et récemment remis en fonction.[réf. nécessaire]